# Список X-літаків

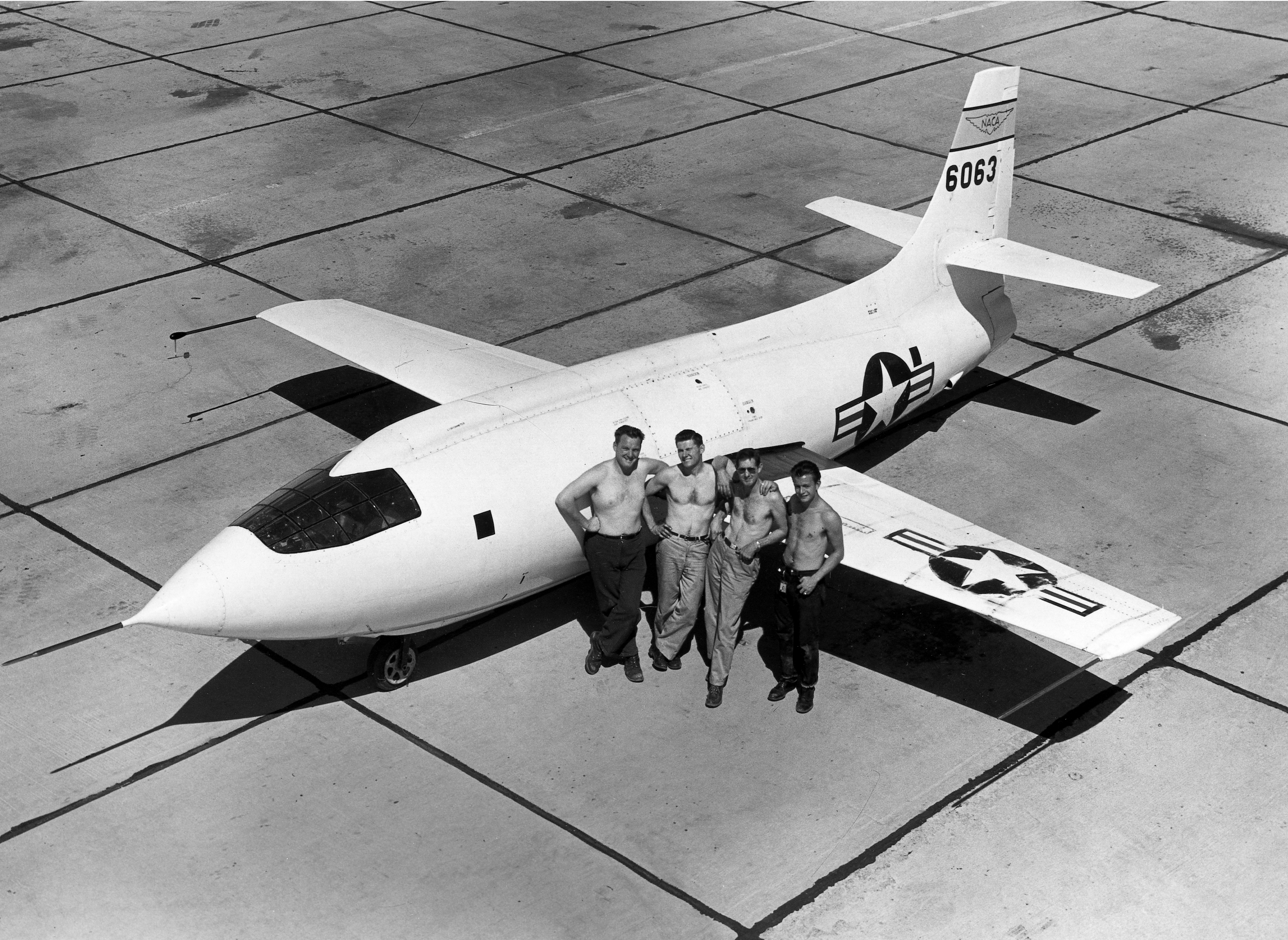
Bell X-1

X-літаки — серія експериментальних американських літаків, гелікоптерів (і кількох ракет), що використовують для тестування нових технологій. Деякі з них широко висвітлювались в ЗМІ, інші, навпаки, трималися в суворій секретності.
Перший X-літак Bell X-1, широко відомий як перший літак, що перетнув звуковий бар'єр, це відбулося 1947 року. Потому X-літаки показували важливі дослідницькі результати, але тільки ракетоплан North American X-15 на початку 60-х здобув подібну славу. X-літаки з 7 по 12 наспраді були ракетами. Деякі інші X-літаки також були непілотованими.
Всі X-літаки проектувались як дослідницькі зразки і не випукалися серійно. Єдиним виключенням з цього правила став Lockheed Martin X-35, який в змаганні із Boeing X-32 був обраний для серійного виробництва, і випускався як F-35 на заміну застарілим винищувачам, винищувачам-бомбардувальникам та штурмовикам США та їхніх союзників.
Більшість X-літаків використовувала НАСА, часто разом із військово-повітряними силами США. Не всі експериментальні літаки Сполучених Штатів були в X-серії, деякі розроблялись для військово-морських сил США і мали свої серії до 1962 року, водночас деякі інші залишались під позначенням розробника, були й інші не X-серійні позначення експериментальних літаків.

## Список X-літаків
| Назва                   | Виробник Агентство                                      | Зображення                                      | Перший політ                                    | Примітки |
| ----------------------- | ------------------------------------------------------- | ----------------------------------------------- | ----------------------------------------------- | --- |
| X-1                     | Bell Aircraft ВПС США, НАСА                             |                                                 | 19 січня 1946                                   | Тестування високих швидкостей і висоти. Перший літак, що перетнув звуковий бар'єр. |
| X-2 «Starbuster»        | Bell Aircraft ВПС США                                   |                                                 | 27 червня 1952                                  | Тестування високих швидкостей і висоти. Перший літак зі швидкістю більшою за 3 Махи. |
| X-3 Stiletto            | Douglas Aircraft ВПС США, НАСА                          |                                                 | 27 жовтня 1952                                  | Конструкція з титанового сплаву; маленькі крила. Планувався для тестування довготривалих і високошвидкісних польотів. Не досяг проектної швидкості, але дав можливість осягнути проблему інерції фюзеляжу на високих швидкостях. |
| X-4 Bantam              | Northrop Corporation ВПС США, НАСА                      |                                                 | 15 грудня 1948                                  | Вивчення характеристик «безхвостих» літаків. |
| X-5                     | Bell Aircraft ВПС США, НАСА                             |                                                 | 20 червня 1951                                  | Перший літак із крилами змінної стріловидності. |
| X-6                     | Convair ВПС США, КАЕ                                    |                                                 | Не літав                                        | Вивчення можливостей використання двигуна на ядерному паливі. |
| X-7 «Flying Stove Pipe» | Lockheed Corporation ВПС США                            |                                                 | Квітень 1951                                    | Використовувався для тестування прямоточного повітряно-реактивного двигуна. |
| X-8 Aerobee             | Aerojet НАСА, ВПС США, ВМС США                          |                                                 | 2 грудня 1949                                   | Метеорологічна ракета для дослідження висотної атмосфери. |
| X-9 Shrike              | Bell Aircraft ВПС США                                   |                                                 | Квітень 1949                                    | Прототип зенітної ракети, а також випробування технологій для GAM-63 «Раскл» |
| X-10                    | North American Aviation ВПС США                         |                                                 | 13 жовтня 1953                                  | Експериментальний безпілотний літальний апарат (БПЛА) |
| X-11                    | Convair ВПС США                                         |                                                 | 11 червня 1957                                  | Прототип ракети SM-65A Атлас (Атлас А) |
| X-12                    | Convair ВПС США                                         |                                                 | Липень 1958                                     | Прототип ракети SM-65B Атлас (Атлас Б) |
| X-13 Vertijet           | Ryan Aeronautical ВПС США, ВМС США                      |                                                 | 10 грудня 1955                                  | Експериментальний реактивний літак вертикального зльоту і посадки. |
| X-14                    | Bell Aircraft ВПС США, НАСА                             |                                                 | 19 лютого 1957                                  | |
| X-15                    | North American Aviation ВПС США, НАСА                   |                                                 | 8 червня 1959                                   | |
| X-16                    | Bell Aircraft ВПС США                                   |                                                 | Не літав                                        | Висотний літак-розвідник. |
| X-17                    | Lockheed Corporation ВПС США, ВМС США                   |                                                 | Квітень 1956                                    | Вивчення ефектів при входженні в атмосферу з надзвуковою швидкістю. |
| X-18                    | Hiller Aircraft ВПС США, ВМС США                        |                                                 | 24 листопада 1959                               | Прототип апарата вертикального злету і посадки (ВЗП). Вивчення можливостей апарата ВЗП з поворотним крилом. |
| X-19                    | Curtiss-Wright ВПС США                                  |                                                 | Листопад 1963                                   | Прототип транспортного апарата ВЗП з двома тандемними крилами і чотирма поворотними гвинтами. |
| X-20 Dyna-Soar          | Boeing ВПС США                                          |                                                 | Не створений                                    | Космоплан багаторазового використання для військових завдань. |
| X-21                    | Northrop Corporation ВПС США                            |                                                 | 18 квітня 1963                                  | Прототип з експериментальними крилами для контролю ламінарного потоку. |
| X-22                    | Bell Aircraft ВМС США                                   |                                                 | 17 березня 1966                                 | Прототип апарата з тандемними повортними гвинтами в повітряних кожухах. |
| X-23 PRIME              | Martin Marietta ВПС США                                 |                                                 | 21 грудня 1966                                  | Прототип космоплана для випробування маневрування при входженні в атмосферу. Зауваження: позначення ніколи не використовувалось офіційно.                                                                                        |
| X-24                    | Martin Marietta ВПС США, НАСА                           |                                                 | 1 серпня 1973                                   | Прототип надзвукового літака з несучим фюзеляжем. Випробування аеродинамічної форми. |
| X-25                    | Benson ВПС США                                          |                                                 | 6 грудня 1955                                   | Легкий автожир простої конструкції. Прототип апарата для аварійної посадки пілотів бойових літаків після катапультування. |
| X-26 Frigate            | Schweizer DARPA, Армія США, ВМС США                     |                                                 | 1967                                            | Тренувальний планер для контролю крену. Прототип апарата для безшумних спостережень. |
| X-27                    | Lockheed                                                |                                                 | Не літав                                        | Прототип багатоцільового винищувача. |
| X-28 Sea Skimmer        | Osprey Aircraft ВМС США                                 |                                                 | 12 серпня 1970                                  | Прототип недорогого патрульного гідроплана. |
| X-29                    | Grumman DARPA, ВПС США, НАСА                            |                                                 | 1984                                            | Прототип літака з крилом зворотної стрілоподібності. |
| X-30 NASP               | Rockwell НАСА, DARPA, ВПС США                           |                                                 | Не створений                                    | Прототип одноступеневого космоплана. |
| X-31                    | Rockwell DARPA, ВПС США, Міністерство оборони Німеччини |                                                 | 1990                                            | Прототип літака з керованим вектором тяги. Прототип літака з дуже коротким злетом і посадкою. |
| X-32                    | Boeing ВПС США, ВМС США, RAF                            |                                                 | Вересень 2000                                   | Прототип багатоцільового винищувача. |
| X-33 Venture Star       | Lockheed Martin НАСА                                    |                                                 | Незакінчений прототип                           | Вдвічі зменшена модель безпілотного багаторазового транспортного космічного корабля (космоплана). |
| X-34                    | Orbital Sciences НАСА                                   |                                                 | Не літав                                        | Недорогий безпілотний прототип космоплана. |
| X-35                    | Lockheed Martin ВПС США, ВМС США, RAF                   |                                                 | 2000                                            | Прототип багатоцільового винищувача. |
| X-36                    | McDonnell Douglas/Boeing НАСА                           |                                                 | 17 травня 1997                                  | Прототип безхвостого літака в масштабі 28%. |
| X-37                    | Boeing ВПС США, НАСА                                    |                                                 | 7 квітня 2006                                   | Орбітальний космоплан багаторазового використання. |
| X-38                    | Scaled Composites НАСА                                  |                                                 | 1999                                            | Прототип безкрилого рятувального апарата для МКС. |
| X-39                    | Невідомо USAF                                           | Засекречено                                     | Невідомо                                        | Програма покращення авіаційних технологій майбутнього (FATE, Future Aircraft Technology Enhancements). Зауваження: позначення ніколи не використовувалось офіційно.                                                              |
| X-40                    | Boeing ВПС США, НАСА                                    |                                                 | 11 серпня 1998                                  | Прототип космічного маневреного апарата X-37 розміром 85%. |
| X-41                    | Невідомо ВПС США                                        | Засекречено                                     | Невідомо                                        | Космічний суборбітальний маневрений космоплан. |
| X-42                    | Невідомо ВПС США                                        | Засекречено                                     | Невідомо                                        | Одноразовий верхній ступінь ракети на рідкому паливі. |
| X-43 Hyper-X            | Microcraft НАСА                                         |                                                 | 2 червня 2001                                   | Прототип безпілотного надзвукового апарата з прямоточним повітряно-реактивним двигуном. |
| X-44 MANTA              | Lockheed Martin ВПС США, НАСА                           |                                                 | Скасовано                                       | Прототип безхвостого літака з керованим вектором тяги. |
| X-45                    | Boeing DARPA, ВПС США                                   |                                                 | 22 травня 2002                                  | Експериментальний БПЛА. |
| X-46                    | Boeing DARPA, ВМС США                                   |                                                 | Скасовано                                       | Безпілотний літальний апарат палубної авіації. |
| X-47A Pegasus X-47B     | Northrop Grumman DARPA, ВМС США                         |                                                 | 23 лютого 2003                                  | Експериментальний безпілотний літальний апарат палубної авіації. |
| X-48                    | Boeing NASA                                             |                                                 | 20 липня 2007                                   | Безпілотний прототип літака з крилом-фюзеляжем. |
| X-49 Speedhawk          | Piasecki Aircraft US Army                               |                                                 | 29 липня 2007                                   | Прототип гвинтокрила зі штовхальним гвинтом. |
| X-50 Dragonfly          | Boeing DARPA                                            |                                                 | 24 листопада 2003                               | Прототип БПЛА з комбінованим гвинтом-крилом і реактивним двигуном. |
| X-51 Waverider          | Pratt & Whitney і Boeing                                |                                                 | 26 травня 2010                                  | Прототип надзвукової крилатої ракети. |
| X-52                    | Номер пропущено, щоб уникнути плутанини з B-52.         | Номер пропущено, щоб уникнути плутанини з B-52. | Номер пропущено, щоб уникнути плутанини з B-52. | Номер пропущено, щоб уникнути плутанини з B-52. |
| X-53                    | Boeing НАСА, ВПС США                                    |                                                 | Листопад 2002                                   | Прототип літака з гнучким крилом. |
| X-54                    | Gulfstream Aerospace НАСА                               |                                                 | В майбутньому                                   | Експериментальний прототип надзвукового транспортного літака. |
| X-55                    | Lockheed Martin Skunk Works                             |                                                 | 2 червня 2009                                   | Експериментальний вантажний літак з композитними носовою і хвостовою частинами фюзеляжу й вертикальним оперенням. |
| X-56                    | Lockheed Martin Skunk Works USAF/NASA                   |                                                 | 2012                                            | Active flutter suppression and gust load alleviation technology for potential use in future high-altitude, long-endurance (HALE) reconnaissance aircraft.                                                                        |
| X-57                    | ... NASA                                                |                                                 | 2020                                            | Експериментальний електричний літак |
| X-59                    | Lockheed Martin/NASA                                    |                                                 | 2021 (у планах)                                 | Перспективний реактивний надзвуковий пасажирський літак |

## У фантастиці
Багато кінострічок, телесеріалів і відео ігор використовували тему X-серійних літаків реальних і нереальних дизайнів.
Наприклад, телесеріал Зоряна брама використав космічні кораблі X-301, X-302, X-303, та X-304.
У кінострічці Армагеддон використано два надсекретних шатли X-71.

## Виноски
1. 1 2 3 4 5 6 7 8 9 10 11 12 13 14 15 16 17 18 19 20 21 22 23 24 25 26 27 28 29 30 31 32 33 34 35 36 37 38 39 40 41 42  Jenkins, Dennis R.; Tony Landis and Jay Miller (June 2003). American X-Vehicles: An Inventory—X-1 to X-50 (PDF) (NASA Special Publication). Monographs in Aerospace History. Т. No. 31 (вид. Centennial of Flight). Washington, DC: NASA History Office. SP-2003-4531. Архів оригіналу (PDF) за 29 березня 2020. Процитовано 5 квітня 2010. {{cite book}}: |volume= має зайвий текст (довідка)
2. 1 2 3  Parsch, Andreas (June 2009). "Missing" USAF/DOD Aircraft Designations. designation-systems.net. Архів оригіналу за 7 липня 2013. Процитовано 5 квітня 2010.
3. 1 2 3 4  Parsch, Andreas. DOD 4120.15-L - Addendum, MDS Designators allocated after 19 August 1998 (until March 2009). Designation-Systems.Net. Архів оригіналу за 7 липня 2013. Процитовано 5 квітня 2010.
4. ↑  Advanced Composite Cargo Aircraft gets X-plane designation. Архів оригіналу за 30 червня 2012. Процитовано 30 червня 2012.
5. ↑  Norris 2012